# Anse-Dufour
Anse-Dufour est un quartier de la commune des Anses-d'Arlet en Martinique.

## Géographie
Le village est situé au nord de Grande-Anse et est accessible par la route descendant le long de la Ravine Dufour.

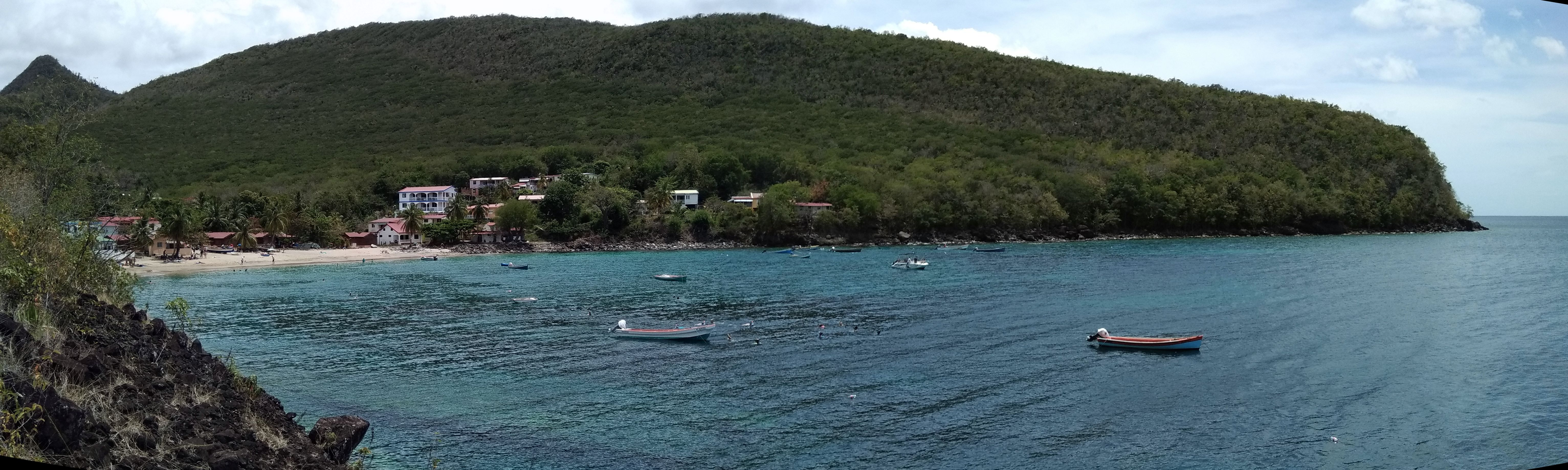
Vue panoramique depuis le nord de l'anse.
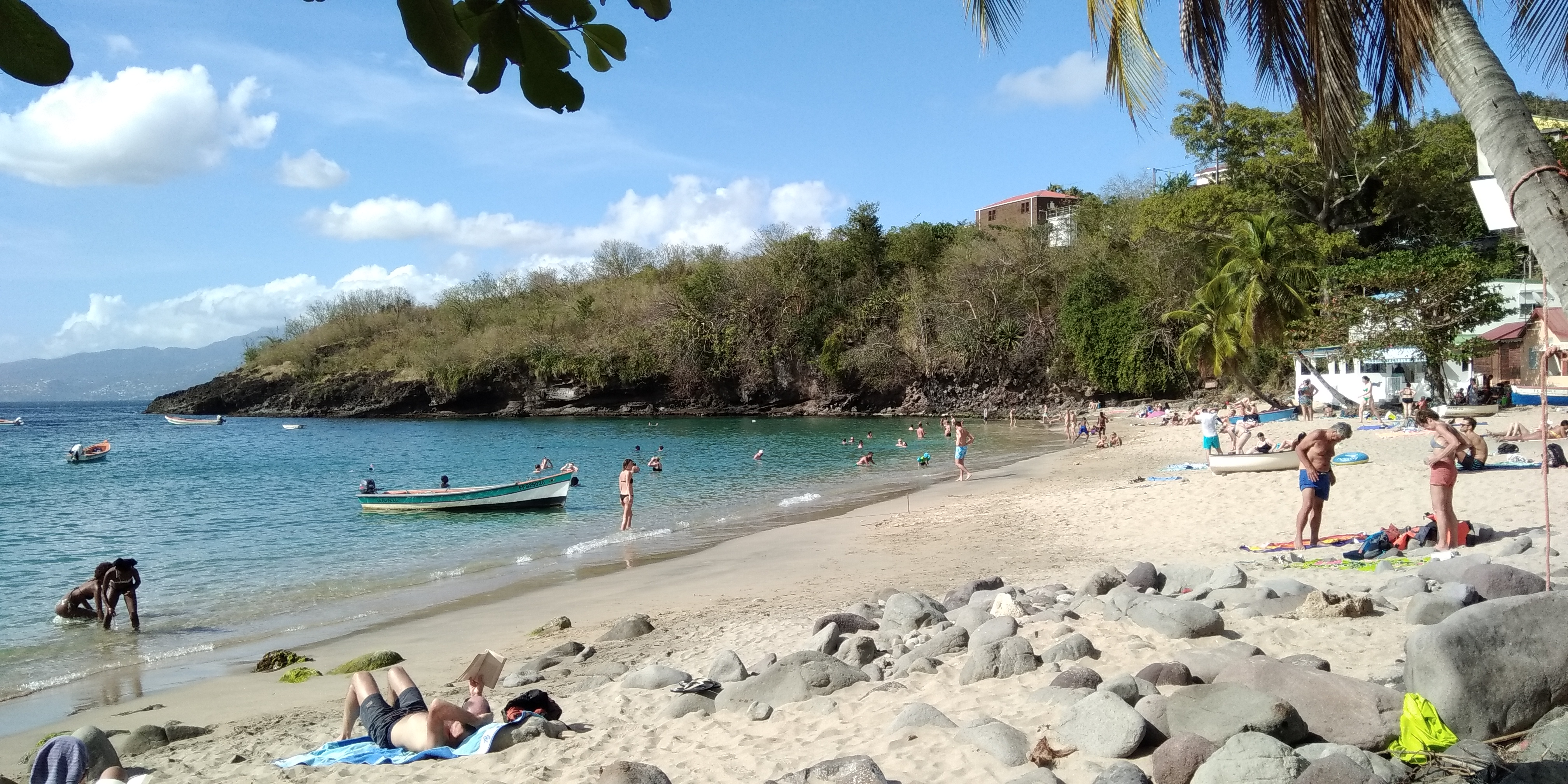
Plage de Anse Dufour.

## Tourisme
La plage d'Anse Dufour est très fréquentée par les touristes. 